# Sultan Al Neyadi
Sultan Al Neyadi (em árabe: سلطان النيادي) é um astronauta dos Emirados Árabes Unidos e engenheiro de telecomunicações do Centro Espacial Mohammed bin Rashid. Ele tem um doutoramento em tecnologia da informação.

## Careira como astronauta
Al Neyadi foi uma das suas pessoas selecionadas de 4,022 candidatos para se tornarem os primeiros Astronautas Emiradenses, seguindo uma série de testes nos EAU e Rússia. Ele passou pelo Programa de Astronauta no Centro Espacial Mohammed bin Rashid.
Em 3 de setembro de 2018, Sheikh Mohammed twittou: "Hoje anunciamos os nossos primeiros astronautas que vão para a Estação Espacial Internacional: Hazza Al Mansoori e Sultan Al Nayadi. Hazza e Sultan representam todos os jovens Árabes e o pináculo das ambições dos EAU".”
Foi depois anunciado que Al Mansouri voaria a primeira missão, com AlNeyadi como suplente, significando que Al Mansouri treinou para ser a primeira pessoa dos EAU a voar ao espaço e Al Neyadi treinou para assumir a posição caso algo tivesse ocorrido com Al Mansouri que o evitasse de voar. Al Mansouri voou  na Soyuz MS-15 em 25 de setembro de 2019 para uma missão de aproximadamente de oito dias na ISS antes de voltar dia 03 de outubro de 2019.
A MBRSC e a Roscosmos estiveram negociando a realização de uma missão de seis meses na ISS com um tripulante dos Emirados; Al Neyadi seria a escolha lógica. Por fim, a MBRSC realizou um acordo com a Axiom Space para o envio de um tripulante na SpaceX Crew-6 para uma missão de seis meses na ISS. Sultan e Hazza terminaram cerca de 20 meses de treinamento geral na NASA no dia 8 de maio de 2022. No dia 25 de julho de 2022, foi anunciado que Sultan Al Neyadi faria parte da Crew-6, sendo o primeiro cidadão de seu país a realizar uma missão de longa duração na ISS.
Em 2024 foi indicado como Ministro da Juventude, mas continuará com seu papel científico e aeroespacial.